# Apotheose des Homer

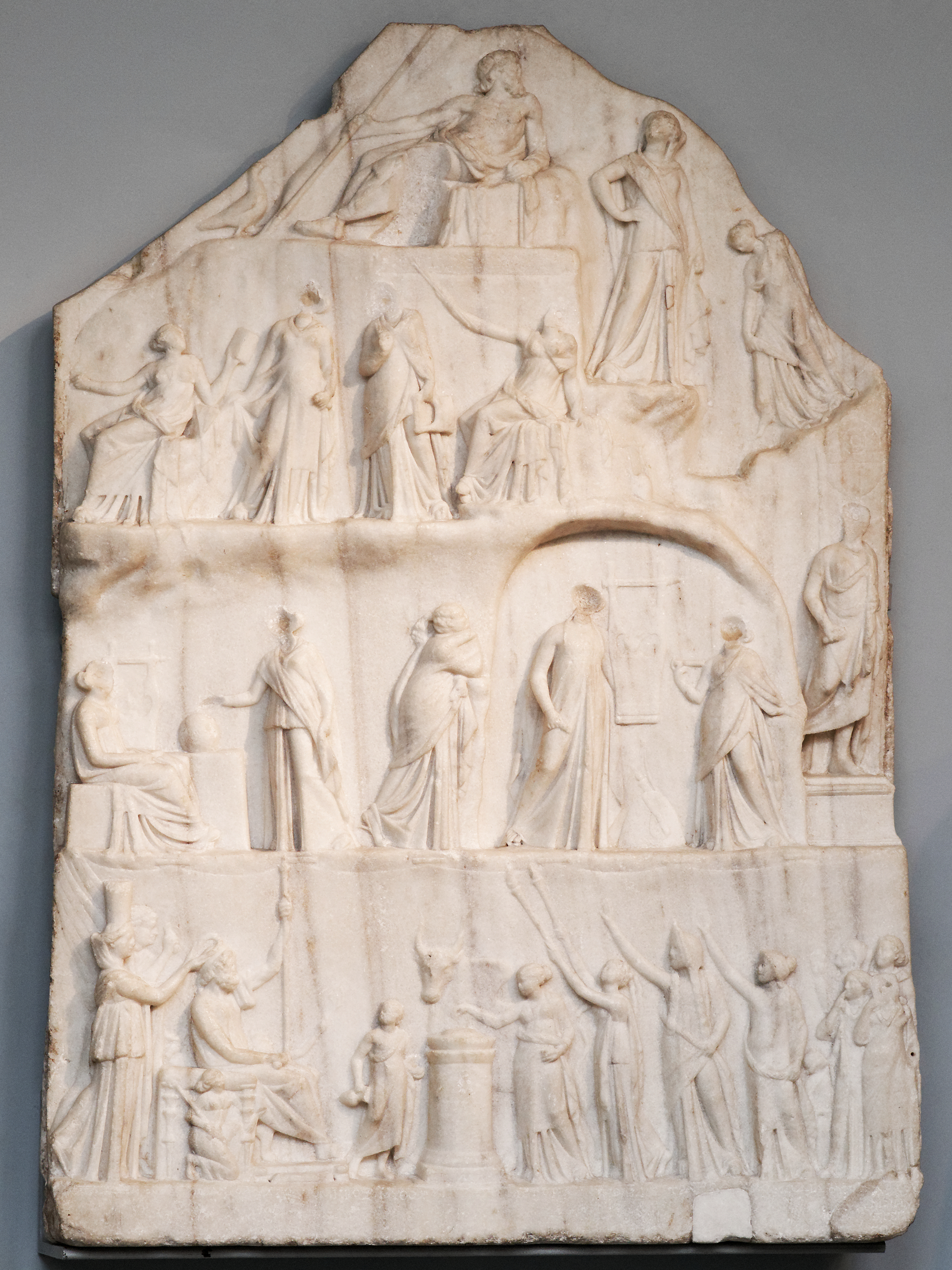
Die Apotheose des Homer, London British Museum 2191

Das Relief Apotheose des Homer, nach dem Bildhauer Archelaos von Priene auch Archelaos-Relief genannt, ist ein Weihrelief aus hellenistischer Zeit heute im British Museum. Das Stück ist in Aufbau und Ikonographie einzigartig und wird dementsprechend häufig in der Fachliteratur behandelt. Während über die inhaltliche Deutung des Stückes in der Forschung weitgehend Einigkeit besteht, sind Herkunft, Datierung und Funktion des Objektes nach wie vor umstritten.

## Geschichte
Das Relief wurde in der ersten Hälfte des 17. Jahrhunderts in der Gemeinde Marino, möglicherweise in den Ruinen von Bovillae gefunden. Das genaue Funddatum des Weihreliefs ist nicht bekannt, einen terminus ante quem gibt jedoch eine im Jahre 1658 von Giovanni Battista Galestruzzi angefertigte Zeichnung des Objektes. Laut Doris Pinkwart kam es zunächst in den Palazzo Colonna in Rom, um nach 1798 an einen Agenten des Londoner Auktionshauses Peter Coxe, Burrell und Foster verkauft zu werden. Im Juni des Jahres 1804 wurde es für die Summe von 3150 £ an einen Unbekannten, welcher das Relief für die dreifache Summe an das British Museum weiterverkaufen wollte, versteigert. Jedoch kam es erst im August 1819 für einen Betrag von 1000 £ in den Besitz des Museums, wo es seit Sommer des Jahres 1820 ausgestellt wird.

## Beschreibung
Beim Archelaos-Relief handelt es sich um das Weihrelief eines Dichters, das in vier übereinanderliegenden Registern zwei Szenen zeigt. Die oberen drei Register zeigen eine Berglandschaft mit 12 Personen, die anhand ihrer Attribute als Zeus, Mnemosyne sowie Apollon und die neun Musen gedeutet werden können. In der unteren Bildebene wird eine Opferszene mit 15 inschriftlich benannten Figuren in einem Heiligtum gezeigt.

### Apollo und die Musen in der oberen Frieszone
Dem Mythos nach sollen sich die Musen entweder auf dem Berg Parnass oder Helikon aufhalten. Da im Hellenismus der Helikon als Musenberg galt, ist anzunehmen, dass auf dem Archelaos-Relief ebendieser dargestellt ist. Zu oberst lagert Zeus in entspannter Pose, den Mantel um die Hüften geschlungen und ein Zepter in der Hand. Zu seinen Füßen sitzt ein Adler. Der Göttervater blickt über seine Schulter auf eine rechts von ihm stehende weibliche Figur, in der man Mnemosyne, die Göttin der Erinnerung und Mutter der neun Musen, erkennen kann. Am rechten Bildrand eilt eine Muse tänzelnd die Stufen hinab zum darunterliegenden Bildregister, wo sie von vier ihrer Schwestern erwartet wird. Diese sind in Gespräche vertieft. So zeigt die ihr am nächsten sitzende Schwester einer anderen mit ihrem Aulos die tabula ansata mit der Signatur des Künstlers:

“Ἀρχέλαος Ἀπολλωνίου / ἐποίησε Πριηνεύς”

„Archelaos, [Sohn] des Apollonios, aus Priene hat [es] gemacht.“

Die Muse ganz links im Bilde liest der Schwester aus einem Diptychon vor, worauf diese in ihrem Weggehen innehält. In der Bildebene darunter sind ebenfalls zwei Musen in angeregter Unterhaltung anzutreffen, wobei in der Muse mit dem Globus vermutlich Urania zu erkennen ist. Neben ihnen lehnt sich eine weitere Muse, Polyhymnia, entspannt an einen Felsen und lauscht aufmerksam dem Spiel ihres Anführers. Apollon, der Gott des Lichts und der Künste, steht, mit einem langen Gewand bekleidet und auf einer Kithara spielend, in einer Grotte. Kithara, Omphalos, Köcher und Bogen verweisen dabei auf die unterschiedlichen Zuständigkeitsbereiche des Gottes. Ebenfalls in der Grotte findet sich die letzte der neun Schwestern wieder, die dem Gott Apollon eine Schriftrolle überreicht. Sie kann möglicherweise als die Muse Kalliope identifiziert werden.

### Der Dichter am rechten Bildrand
Am rechten Bildrand, außerhalb der Grotte steht die Statue eines Dichters, über dessen Kopf ein Dreifuß abgebildet ist. Der Dreifuß wurde im antiken Griechenland als Wertgegenstand betrachtet und konnte in Heiligtümer gestiftet oder als Preis bei Wettkämpfen vergeben werden. Beim Dichter des Archelaos-Reliefs handelt es sich also aller Wahrscheinlichkeit nach um den Gewinner eines Poesiewettbewerbs, der vielleicht zu Ehren Homers ausgetragen wurde. Denn er ist es, dem in der unteren Bildhälfte so große Wertschätzung entgegengebracht wird. Von ihm nähren sich alle großen Dichter und Denker.

### Homer und Adoranten im unteren Register
Im unteren Register ist eine Opferszene im sogenannten Verehrungstypus dargestellt, wie sie in zahlreichen Weihreliefs zu sehen ist: Die Szene findet in einem Heiligtum statt, das durch eine Reihe dorischer Säulen und einen davorhängenden, straff gespannten Vorhang gekennzeichnet ist. Die Säulenkapitelle tragen ohne Zwischenglied den Felsuntergrund der darüber liegenden Bildebene. Am linken Bildrand thront eine majestätische männliche Gestalt, die von vier weiteren Figuren gerahmt wird. Sie blickt auf einen runden Altar, um den sich ein Opferdiener mit Buckelrind und eine Priesterin gruppieren. Von rechts treten weitere, fast ausschließlich weibliche Adorantinnen an den Altar heran. Durch Namensinschriften am untersten Streifen des Reliefs sind die Figuren der Opferszene allesamt benannt, sodass die Szene einen allegorischen Charakter erhält.
Bei der sitzenden Gestalt handelt es sich um Homer, der in seiner Linken ein Zepter und in seiner Rechten eine Schriftrolle hält. Links und rechts seines Thrones kauern seine Hauptwerke Ilias und Odyssee in Gestalt junger Frauen; zu Füßen des Dichtervaters liegt eine weitere Schriftrolle, die von zwei Mäusen angenagt wird und möglicherweise eine Anspielung auf die ebenfalls Homer zugeschriebene Batrachomyomachia (der Kampf zwischen Fröschen und Mäusen) ist. Bekrönt wird Homer von dem hinter ihm heranschreitenden Paar Oikumene und Chronos, den Personifikationen von Erdkreis und Zeit. Ein Knabe mit Namen Mythos (die Erzählung) wendet sich zu Homer und blickt zu ihm hinauf. Durch seine herabhängende Kanne lässt sich erkennen, dass er gerade ein Trankopfer dargebracht hat. Weitere Figuren der Szenerie, die sich um einen runden Opferaltar und den Stier befinden, sind die Personifikationen der vier Literaturgattungen: erstens Historia (die Geschichtsschreibung), die hier als Priesterin fungiert, den Anderen den Rücken zugewandt hat und sich auf das Opferritual konzentriert; zweitens Poiesis, die Personifikation der nicht-dramatischen Dichtung, die als junges Mädchen mit zwei Fackeln in der Hand dargestellt ist, und schließlich Tragödie und Komödie in Gestalt zweier kostümierter und maskierter Männer. Die beiden erheben den rechten Arm mit flacher Hand zum Gebet und blicken über die Köpfe hinweg auf Homer. Am rechten Bildrand stehen Physis (Natur) in Gestalt eines jungen Mädchens sowie Personifikationen der Tugend (Arete), des Gedächtnisses (Mneme), des Vertrauens (Pistis) und der Weisheit (Sophia). In dieser Darstellung sieht Paul Zanker die eindeutige Botschaft, dass die Prinzipien für die Erziehung von den alten Dichtern und insbesondere von Homer gewonnen werden müssen. Es wird visualisiert, dass Homers Ruhm sehr bedeutsam ist und dass seine Werke unvergänglich sind.

## Typologische und zeitliche Einordnung

### Typologie
Die Darstellung der Musen und des Apoll auf einem Berg ist nicht willkürlich gewählt, da die Musen in der Mythologie auf dem Gebirge des Helikon angesiedelt waren. Sie ist allerdings insofern außergewöhnlich, als ganze Berge (mit Spitze) auf antiken Bildern selten bis nie dargestellt sind.
In der klassischen Vasenmalerei etwa finden wir Musen in landschaftlicher Umgebung, auch in mehreren Rängen (wie beim Archelaosrelief), allerdings ist der Naturraum dort nur durch unebenen Untergrund und vereinzelte Felsbrocken angedeutet. Eine weitere Parallele lässt sich zu Weihreliefs für Pan und die Nymphen ziehen, die die verehrten Gottheiten meist vor dem felsigen Hintergrund einer Grotte darstellen.
Die Gruppe des Apoll und der Musen war ein berühmtes Motiv hellenistischer Zeit, besonders im Süden Kleinasiens. Nach diesen Vorbildern wurden teils schon in hellenistischer Zeit, besonders aber in der römischen Kaiserzeit zahlreiche Kopien und Nachbildungen angefertigt, die uns noch heute ein Bild von den hellenistischen Originalen geben. Als Vorbild für die Musengruppe des Archelaosrelief lässt sich die Gruppe des Philiskos wahrscheinlich machen. Die Musenbasis von Halikarnassos, sowie viele Darstellungen einzelner Musen gehen ebenfalls auf dieses Werk zurück. Besonders eindrucksvoll lassen sich die Rückgriffe auf ein statuarisches Vorbild an der Figur der Polyhymnia aufzeigen: Die Muse der Hymnen und Chorlyrik lehnt sich nach vorne auf einen Felsen und stützt ihren Kopf auf ihren rechten Arm. Der Typus ist uns durch zahlreiche hellenistische und römische Repliken überliefert. Auch vom Typus der Klio (Muse der Geschichtsschreibung), die in der erhobenen rechten Hand eine Schriftrolle hält, sind zahlreiche Repliken und Umbildungen erhalten, so etwa eine Terrakottastatue aus Myrina, die in das 2. Jahrhundert v. Chr. datiert wird.

### Herkunft
Um die Frage nach der Herkunft des Reliefs zu beantworten, wurden in der Forschung bislang unterschiedliche Ansätze gewählt. Doris Pinkwart bezieht die Heimat des Künstlers, die Herkunft des Marmors sowie ikonographische und bildtypologische Details in ihre Überlegungen ein, um den möglichen Entstehungsort zu rekonstruieren. Eine Inschrift auf der tabula ansata unterhalb der Zeusfigur bezeichnet den Künstler als „Archelaos [Sohn des] Apollonios aus Priene“. Das Relief ist aus großkristallinem weißem, gelblich patiniertem Marmor geschaffen, der von fast senkrecht von grauen, vereinzelt bläulich oder bräunlich verfärbten Streifen durchgezogen ist. Der Marmor hat laut Pinkwart Ähnlichkeiten zum im British Museum ausgestellten „sleeping head“, der vom archaischen ephesischen Artemision stammte und dessen Marmor aus den Brüchen des Mesogis-Gebirges stammt. Schließlich können ikonographische und bildtypologische Indizien herangezogen werden, die sich vor allem auf zwei Details stützen. Eine von Pinkwart erstellte Verbreitungskarte von Münzdarstellungen mit Buckelrindern sowie der Ausbreitung von Rundaltären zeigt eine deutliche Häufung im westlichen Kleinasien. Vor diesem Hintergrund hält es Pinkwart als wahrscheinlich, dass das Relief in Priene oder im Umkreis der westlichen Küste Kleinasiens erschaffen wurde und dort auch aufgestellt war.

### Datierung
Seit dem 19. Jahrhundert ist die zeitliche Einordnung des Archelaosreliefs Gegenstand wissenschaftlicher Kontroversen, wobei die Vorschläge vom Frühhellenismus bis in claudische Zeit reichen. Plädierte man anfangs noch für eine vor- oder frühkaiserzeitliche Datierung, setzte sich ab dem frühen 20. Jahrhundert eine Einordnung in hellenistische Zeit durch. Carl Watzinger argumentiert auf Grundlage einer Benennung der Figuren Chronos und Oikoumene mit dem Herrscherpaar Ptolemaios IV. Philopator und Arsinoe III. für eine Entstehung des Reliefs um 210 v. Chr. Doris Pinkwart stützt sich, in Anlehnung an Martin Schede, auf die Datierung der Inschrift anhand der Buchstabenformen sowie auf die Gestaltung der ins Bild gesetzten Realia; sie legt sich auf eine Datierung um 130 v. Chr. fest. Salvatore Mancuso bringt die Form der unter Zeus angebrachten tabula ansata sowie orthographische Überlegungen ins Spiel und gelangt auf diese Weise zu einer Einordnung „ins 2. oder 1. Jh. v. Chr.“ Bemerkenswert ist, dass sich die Forschung bei der Datierung des Werkes vorwiegend auf historische, formale oder paläographische Argumente stützt und nur selten stilistische Argumente vorgebracht werden. Ein wesentlicher Grund hierfür ist in der Tatsache zu suchen, dass viele der im Relief zur Darstellung gebrachten Figurentypen auf ältere Vorbilder zurückgehen, wodurch eine stilgeschichtliche Einordnung anhand typologischer und formaler Kriterien erschwert wird. Als terminus post quem lässt sich allerdings auch hier das frühe 2. Jahrhundert nennen, da einige Musentypen aufgrund der Proportionen, der ausladenden Bewegungen und der charakteristischen Gewandfalten mit einiger Sicherheit dem Hochhellenismus zugeordnet werden können. Der an der Neu-Kombination von Figurentypen verschiedener Stilstufen ablesbare Eklektizismus sowie die Gestaltung einzelner Faltenpartien sprechen in der Tendenz für eine Einordnung in den Beginn des Späthellenismus, d. h. in die zweite Hälfte des 2. Jahrhunderts v. Chr.

## Sozialhistorischer Kontext

### Funktion und Anlass der Weihung
Über den Grund der Weihung des Reliefs hat man sich bereits früh Gedanken gemacht. Bereits Goethe erkannte, dass es sich um das Weihrelief eines Dichters handelt, der mit seinem Werk zu Ehren Homers einen Dichter-Wettstreit gewann und sich selbst als Statue auf dem Relief darstellen ließ:

„[…] wir aber behaupten, es sey die Abbildung eines Dichters, der sich einen Dreyfuß, durch ein Werk, wahrscheinlich zu Ehren Homers, gewonnen und zum Andenken dieser für ihn so wichtigen Begebenheit sich hier als den Widmenden vorstellen lasse.“

Unterschiedliche Interpretationen folgten auf das allgemein gehaltene Urteil Goethes. So meint Watzinger den Dichter Apollonios Rhodios als Urheber identifizieren zu können, während Bruno Sauer einen pergamenischen Dichter vermutet. Heinrich Bulle hingegen glaubt, ein Sieger in einem Dichterwettstreit zur Einweihung des alexandrinischen Homerheiligtums könnte es gewesen sein. All diese Überlegungen sind hypothetisch und können bis auf weiteres nicht verifiziert werden.

### Heroenkult für Homer und andere Dichter
Paul Zanker zufolge dienten Dichter und Denker noch in klassischer Zeit überwiegend als Vorbilder der gehobenen Schichten und erst im Hellenismus wurde Bildung zum allgemein angestrebten Gut. In diesem Zusammenhang sind nicht nur die zahlreichen Bibliotheken, Akademien und Schulen, sondern auch die Heiligtümer und Kulte zu Ehren alter Dichter und Denker zu interpretieren, die in dieser Zeit in verschiedenen Städten entstehen.
Lesen und Erklären ist nun nicht mehr allein den höheren Schichten vorbehalten und es entwickelt sich im 3. und 2. Jahrhundert in den hellenistischen Städten ein breitere Bevölkerungsschichten erfassender Literatur- und Bildungsbetrieb: In der gesamten hellenisierten Welt und durch nahezu alle Bevölkerungsschichten hindurch wurden die alten Autoren, allen voran Homer, gelesen und rezipiert. Ihre Werke wurden als Leitbilder verstanden, die Orientierung und Halt in universalen Fragen der menschlichen Existenz boten. Regelrechte Heroenkulte mit Festen und Opferritualen wurden für den jeweiligen Geistesheroen veranstaltet. Homer nahm hierbei natürlich den höchsten Rang ein.
Gerade wegen seines komplexen Inhalts haben wir mit dem Archelaosrelief ein wichtiges sozialhistorisches Dokument vor uns, das nicht nur ein besonders reich gestaltetes Zeugnis für die allegorische Bildsprache der Zeit darstellt, sondern auch wichtige Einblicke in das private Stifterwesen, die Verehrung alter Dichter und Denker sowie die spezifischen Bildungsideale des Hellenismus erlaubt. Der berühmte Anfang der Ilias – „Göttin, singe mir nun des Peleussohnes Achilleus unheilbringenden Zorn, der tausend Leid den Achäern schuf und viele stattliche Seelen zum Hades hinabstieß […]“ – ist vielleicht die treffendste Beschreibung dieses Reliefs.